# Chin Woo Athletic Association
La Chin Woo Athletic Association (chinois simplifié: 精武体育会; traditionnel: 精武體育會; pinyin: jīngwǔ tǐyùhuì) est une célèbre école d'arts martiaux chinois qui vise la préservation des arts martiaux traditionnels tout en leur donnant un cadre d'expression modernisé, axé sur l'exercice physique et le loisir, destiné aux classes moyennes (y compris les femmes), et promu par de nombreuses publications. Son influence (principalement entre 1909 et 1924) s'étend de la Chine continentale jusqu'à sa diaspora.
Le nom 精武 (jīngwǔ, « élite martiale ») est transcrit de nombreuses manières : Chin Woo, Jing Mo, Ching Wu, Jing Wo, Jing Wu, etc.

## Histoire
La Chin Woo Athletic Association est fondée à Shanghai le 7 juillet 1910 par le héros national Huo Yuanjia (1868-1910) et des membres du Tongmenghui. Sun Yat-sen parraine l'association. La Chin Woo Athletic Association a servi de camps d'entraînement pour les membres du parti nationaliste pour les préparer à combattre la menace communiste. Il s'agit de la première organisation sportive non-gouvernementale de la Chine moderne.
En 1916, un typhon détruit les locaux de l'association qui déménage alors au 379 Huimin Road, toujours à Shanghai. Dans les années 1920, l'association se développe dans toute l'Asie du sud-est, pour atteindre son apogée dans les années 1930.

## Activités
L'association organise le championnat mondial d'arts martiaux et festival culturel Chin Woo.